# Terengganu
Terengganu (phát âm tiếng Mã Lai: [tərəŋganu]; Jawi:ترڠڬانو, tiếng Mã Lai Terengganu: Tranung, tiếng Mã Lai Kelantan - Pattani: Ganu) là một vương quốc Hồi giáo và một bang cấu thành của Malaysia. Thành phố ven biển Kuala Terengganu nằm ở cửa sông Terenganu đóng vai trò vừa là thủ phủ của bang và của vương thất, cũng là thành phố lớn nhất Terengganu. Terenganu nằm ở phía đông bắc của Malaysia Bán đảo, giáp với Kelantan về phía tây bắc, với Pahang ở hướng tây nam và giáp Biển Đông ở phía đông. Một vài hòn đảo xa bờ bao gồm Pulau Perhentian, Pulau Kapas và Pulau Redang cũng thuộc về bang. Tổng diện tích của bang là 13.035 km2 (5.033 dặm vuông Anh).

## Từ nguyên
Có một vài giả định về nguồn gốc của cái tên "Terengganu". Một giả định cho rằng nguồn gốc của tên gọi này là từ terang ganu", tiếng Mã Lai nghĩa là "cầu vồng sáng chói".
Tên của Terangganu trong tiếng Hoa truyền thống là "丁加奴" (Bính âm: dīngjiānu Hán Việt: Đinh Gia Nô), được chuyển ngữ trực tiếp từ tên trong tiếng Mã Lai. Tuy nhiên trong những năm gần đây, cộng đồng người Hoa ở Terengganu gia tăng việc phản đối tên gọi này do dễ liên tưởng đến từ "sinh một đứa trẻ mà sẽ trở thành một nô lệ" (tiếng Hoa: 添丁加做奴, Hán Việt: Thiêm đinh gia tố nô). Bởi vậy họ đã kiến nghị thành công với Hội đồng Tiếng Hoa ở Malaysia để đổi tên tiếng Hoa sang "登嘉楼" (Bính âm: dēngjiālóu Hán Việt: Đăng Gia Lâu). Nhưng vẫn còn nhiều tranh cãi về vấn đề này.

## Lịch sử

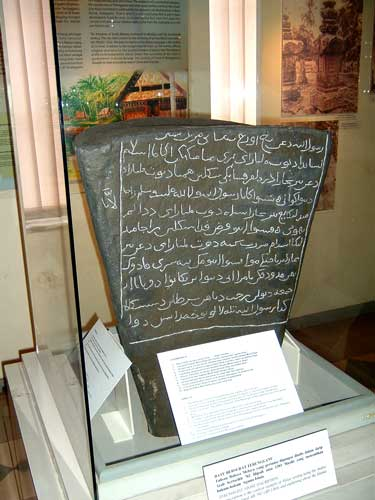
Tảng đá khắc Terengganu khắc bằng chữ Jawi, miêu tả pháp luật địa phương chịu ảnh hưởng từ Shariah và do vậy là một trong những bằng chứng sớm nhất về ảnh hưởng Hồi giáo tại Malaysia

Với vị trí nằm ven Biển Đông, Terengganu được đảm bảo vị thế trên các tuyến đường mậu dịch từ thời cổ đại. Tường thuật thành văn sớm nhất về khu vực mà nay là Terengganu đến từ các thương nhân và thủy thủ Trung Hoa vào đầu thế kỷ VI CN. Tương tự các quốc gia Mã Lai khác, trong hàng trăm năm trước khi tiếp cận Hồi giáo, Terengganu tuân theo một văn hóa Ấn Độ giáo-Phật giáo, kết hợp với các đức tin thuyết vật linh truyền thống. Dưới ảnh hưởng của Srivijaya, Terengganu giao dịch rộng rãi với Majapahit, Cao Miên và đặc biệt là Trung Hoa.
Terengganu là quốc gia Mã Lai đầu tiên tiếp nhận Hồi giáo, điều này được xác nhận nhờ một phiến đá có niên đại từ năm 1303 với các câu khắc Ả Rập phát hiện được tại Kuala Berang, huyện lỵ của Hulu Terengganu. Terengganu trở thành một quốc gia chư hầu của Melaka, song duy trì quyền tự chủ đáng kể với sự nổi lên của Johor-Riau.
Terengganu trở thành một vương quốc độc lập vào năm 1724. Sultan đầu tiên là Tun Zainal Abidin, em trai của một cựu sultan của Johor, và Johor có tác động mạnh đến chính trị Terengganu trong suốt thế kỷ XVIII. Tuy nhiên, trong sách Tuhfat al-Nafis, tác giả Raja Ali Haji viết rằng vào năm 1708, Tun Zainal Abidin được lập làm Sultan của Terengganu bởi Daeng Menampuk - còn gọi là Raja Tua - theo quyết định của Sultan Sulaiman Badrul Alam Shah.
Trong thế kỷ XIX, Terengganu trở thành một quốc gia chư hầu của Xiêm La, và gửi cống phẩm hàng năm cho Quốc vương Xiêm La, được gọi là bunga mas. Dưới sự cai trị của Xiêm La, Terengganu trở nên thịnh vượng và hầu như được nhà đương cục tại Bangkok cho tự chủ.
Theo các điều khoản của Hiệp định Anh-Xiêm 1909, quyền lực đối với Terengganu chuyển từ Xiêm sang Anh. Một cố vấn người Anh được bổ nhiệm cho sultan vào năm 1919, và Terengganu trở thành một trong các Quốc gia Mã Lai phi Liên minh. Động thái này rất không được quần chúng địa phương tán thành, và vào năm 1928 người Anh sử dụng vũ lực để đàn áp một cuộc nổi dậy quần chúng.
Trong Chiến tranh thế giới thứ hai, Nhật Bản chiếm đóng Terengganu và chuyển giao chủ quyền lãnh thổ này cùng với Kelantan, Kedah, và Perlis lại cho Thái Lan. Sau khi Nhật Bản đầu hàng, quyền kiểm soát của Anh tại các quốc gia Mã Lai này được phục hồi. Terengganu trở thành một thành viên của Liên bang Malaya vào năm 1948, và là một bang của Malaya độc lập vào năm 1957.
Sau nhiều thập liên nắm dưới quyền cai trị của liên minh Barisan Nasional (Mặt trận Dân tộc), Đảng Hồi giáo Malaysia (PAS) lên nắm quyền trong tổng tuyển cử năm 1999, khiến Terengganu trở thành bang thứ nhì tại Malaysia do một đảng Hồi giáo cầm quyền. Tuy nhiên, trong tổng tuyển cử năm 2004, Barisan Nasional lại chiến thắng tại Terengganu.

## Nhân khẩu
Terengganu có dân số 1.015.776 tính đến  năm 2010. Tính đến  năm 2006, người Mã Lai chiếm 94,7% dân số, người Hoa chiếm 2,6%, người Ấn chiếm 0,2% và các dân tộc khác chiếm 2,4% còn lại. Năm 2000, 48,7% dân số toàn bang cư trú tại đô thị; đa số cư dân cư trú tại nông thôn. Theo điều tra nhân khẩu năm 2005, tỷ lệ có biến đổi đáng kể với 51% cư dân cư trú tại các khu vực đô thị và 49% cư dân cư trú tại các khu vực nông thôn.
Cư dân Terengganu về đại thể nói tiếng Mã Lai Terengganu, nó khác biệt với tiếng Mã Lai tiêu chuẩn và tiếng Mã Lai Kelantan, sống những người tại huyện Besut và quần đảo Perhentian nói tiếng Kelantan. Những người cư trú tại Hulu Terengganu có phương ngữ riêng. Cư dân người Hoa tại Terengganu chủ yếu là người gốc Mân Nam và hầu hết sử dụng tiếng Mân Nam làm ngôn ngữ thứ nhất, song lượng người nói Quan thoại đang gia tăng. Người Ấn tại Terengganu chủ yếu nói tiếng Tamil. Tồn tại các ngôn ngữ Orang Asli như Batek và Semoq Beryli, chúng được nói tại các khu vực nội lục của Terengganu.
| Tôn giáo tại Terengganu - Điều tra 2010 | Tôn giáo tại Terengganu - Điều tra 2010 | Tôn giáo tại Terengganu - Điều tra 2010 | Tôn giáo tại Terengganu - Điều tra 2010 | Tôn giáo tại Terengganu - Điều tra 2010 |
| --------------------------------------- | --------------------------------------- | --------------------------------------- | --------------------------------------- | --------------------------------------- |
| Tôn giáo                                | Tôn giáo                                |                                         | Tỷ lệ                                   | Tỷ lệ                                   |
| Hồi giáo                                | Hồi giáo                                |                                         | 96.9%                                   | 96.9%                                   |
| Phật giáo                               | Phật giáo                               |                                         | 2.5%                                    | 2.5%                                    |
| Ấn Độ giáo                              | Ấn Độ giáo                              |                                         | 0.2%                                    | 0.2%                                    |
| Cơ Đốc giáo                             | Cơ Đốc giáo                             |                                         | 0.2%                                    | 0.2%                                    |
| Không tôn giáo & Khác                   | Không tôn giáo & Khác                   |                                         | 0.2%                                    | 0.2%                                    |

## Hành chính
Terengganu được chia thành bảy huyện (gọi là Daerah trong tiếng Mã Lai):

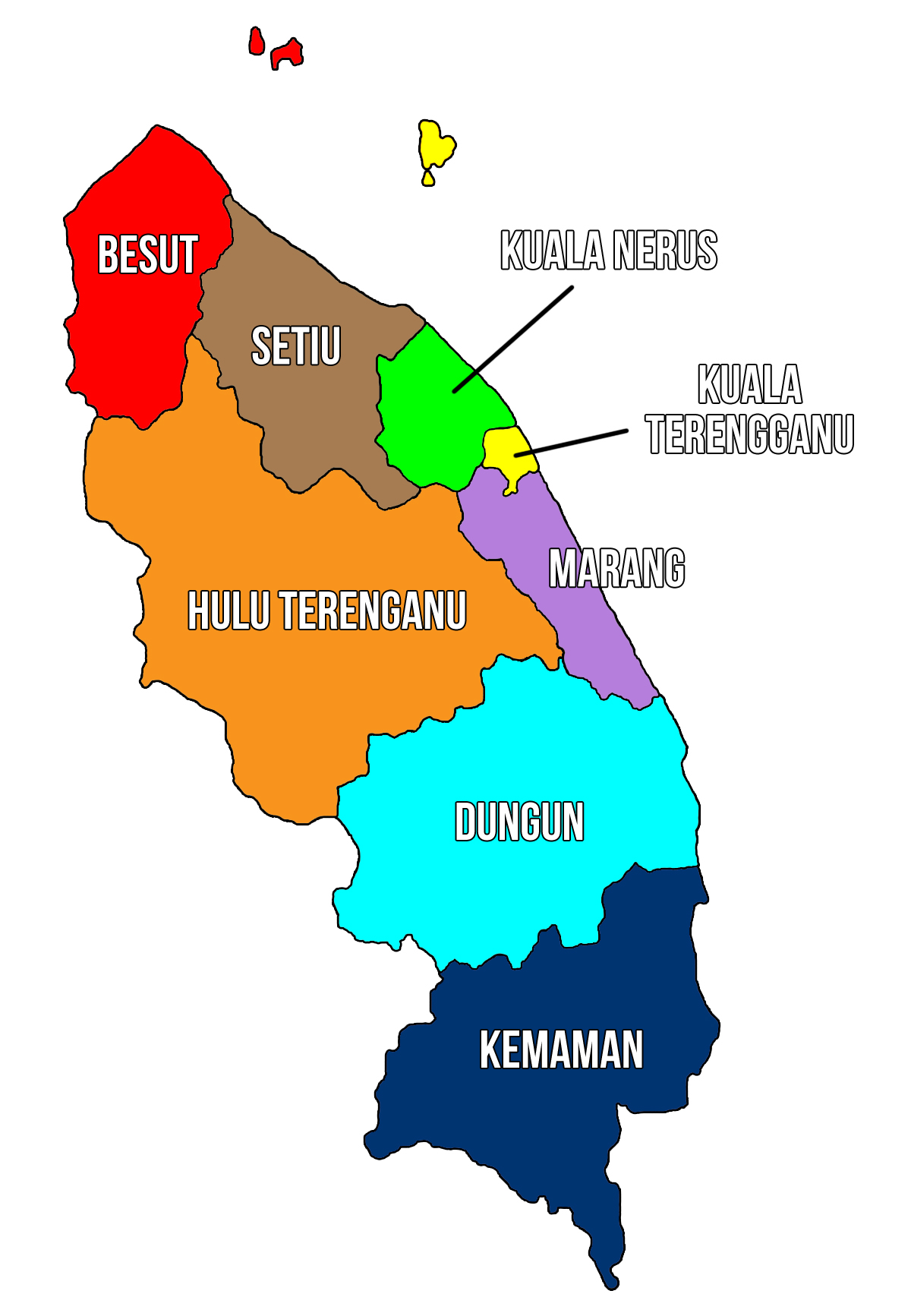
Các huyện của Terengganu.

| Huyện            | Diện tích (km²) | Dân số (2006) | Huyện lị          | Mật độ |
| ---------------- | --------------- | ------------- | ----------------- | ------ |
| Besut            | 1.233           | 145.324       | Kampung Raja      | 118    |
| Dungun           | 2.736           | 159.996       | Kuala Dungun      | 58     |
| Hulu Terengganu  | 3.874           | 73.912        | Kuala Berang      | 19     |
| Kemaman          | 2.536           | 174.876       | Chukai            | 69     |
| Kuala Nerus      | --              | --            | Kuala Nerus       | --     |
| Kuala Terengganu | 605             | 361.801       | Kuala Terengganu  | 598    |
| Marang           | 667             | 102.470       | Marang            | 154    |
| Setiu            | 1.304           | 61.907        | Bandar Permaisuri | 47     |

## Kinh tế
Terengganu từng là bang nghèo nhất Malaysia cho đến khi dầu mỏ và khí đốt được phát hiện trên vùng biển ngoài khơi của bang. Ngành kinh tế chính của Terengganu giờ đây là dầu khí. Có các tổ hợp hóa dầu lớn gần Paka và Kerteh, kéo theo nhiều liên doanh giữa công ty dầu khí quốc gia Malaysia Petronas và các công ty đa quốc gia. Du lịch và thủy sản cũng là các ngành kinh tế chính ở Terenganu, một bang có bờ biển dài. Nông nghiệp cũng giữ một vai trò quan trọng, với chuối, chôm chôm, sầu riêng, dưa hấu và các loại hoa quả và rau theo mùa. Terenganu cũng từng có tiếng với ngành đóng tàu.